# Operação Real Concierge
Operação Real Concierge é a operação que explora reservas de hotel para rastrear diplomatas estrangeiros ou alvos de vigilância e espionagem, e envia alertas diários com analistas que trabalham espionando tais alvos.
É uma das operações dos programa de vigilância revelados por Edward Snowden a partir de junho de 2013..
A operaçāo é uma das "Campanhas EFFECTS", se refere o GCHQ às atividades do Grupo Misto de Inteligência para Pesquisa de Ameaça (JTRIG).
O Grupo Misto de Inteligência para Pesquisa de Ameaça (JTRIG) é uma unidadedo GCHQ, a agência de inteligência britânica, que opera em conjunto com os chamados Cinco Olhos (em inglês, The Five Eyes): a Austrália, o Canadá, a Nova Zelândia, o Reino Unido e os Estados Unidos da América..

## Revelaçāo da Operaçāo
Os primeiros detalhes da Operação Real Concierge foram publicados no Der Spiegel em 17 de novembro de 2013, em matéria de Laura Poitras, baseada em uma apresentação que explica que "O governo britânico usa o programa para tentar enviar seu ataque usando "hotéis amigáveis" a SIGINT, nos quais os alvos podem ser monitorados eletronicamente ou pessoalmente por agentes britânicos.
O jornal alemão Der Spiegel publicou que os espiões britânicos haviam monitorado reservas de no mínimo 350 hotéis de luxo ao redor do mundo por mais de três anos, pesquisando e analisando as reservas para encontrar diplomatas e funcionários de governos.